# Prisons Saint-Paul et Saint-Joseph
Les prisons Saint-Paul et Saint-Joseph étaient un ensemble de deux prisons construites au xixe siècle à Lyon au sud de la gare de Perrache. Désaffectées depuis 2009, elles sont reconverties en campus pour l'université catholique de Lyon.
Ce site est desservi par la station de métro Perrache.
Les deux prisons sont inscrites à l'Inventaire général du patrimoine culturel depuis 2003,.

## Architecture
La prison Saint-Joseph, construite par Louis-Pierre Baltard entre 1827 et 1831, est conçue sur un plan orthogonal pavillonnaire en peigne, issu de l'architecture hospitalière. L'ensemble est composé de six pavillons, construits en maçonneries enduites et de parties en pierres de taille (pierre de Préty et pierres dorées). Les six pavillons sont reliés entre eux par des galeries en pierres de Villebois.
Conçu dans une architecture néo-classique, les formes massives sont destinées à démontrer la force de l'institution, en particulier le pavillon administratif d'entrée et le pavillon central, en pierre de grand appareil.
La prison Saint-Paul, construite entre 1860 et 1865 par Antonin Louvier, architecte rhodanien, est une des premières construite sur un modèle panoptique. La prison regroupe six bâtiments rayonnants autour d'une rotonde centrale de surveillance surmontée d'une chapelle. Elle est construite entièrement en pierres de taille (pierre dorée et Villebois).

## Histoire
Les prisons sont construites au xixe siècle sous la direction des architectes Louis-Pierre Baltard et Antonin Louvier. Les travaux s'étalent de 1827 à 1865.
Après son procès à Lyon en 1987, le criminel de guerre allemand Klaus Barbie est emprisonné à la prison Saint-Joseph jusqu'à son décès. Il meurt le 25 septembre 1991 à 77 ans, des suites d'un cancer du sang et de la prostate à l'hôpital Lyon Sud.
Devenues vétustes et surpeuplées au cours du xxe siècle, l'État lance la construction d'un nouveau centre pénitentiaire à Corbas. Le 3 mai 2009, l'ensemble des détenus des prisons y est transféré.
Après le déménagement des détenus, l'avenir des bâtiments est incertain et leur destruction est envisagée par la Préfecture. Un mouvement spontané voit le jour pour s'opposer à leur destruction. Devant le tollé général provoqué par cette annonce et la forte mobilisation des associations de défense du patrimoine, le Préfet choisit finalement de lancer début 2010 un concours architectural pour le devenir du site, le cahier des charges imposant la sauvegarde des parties les plus remarquables des édifices.

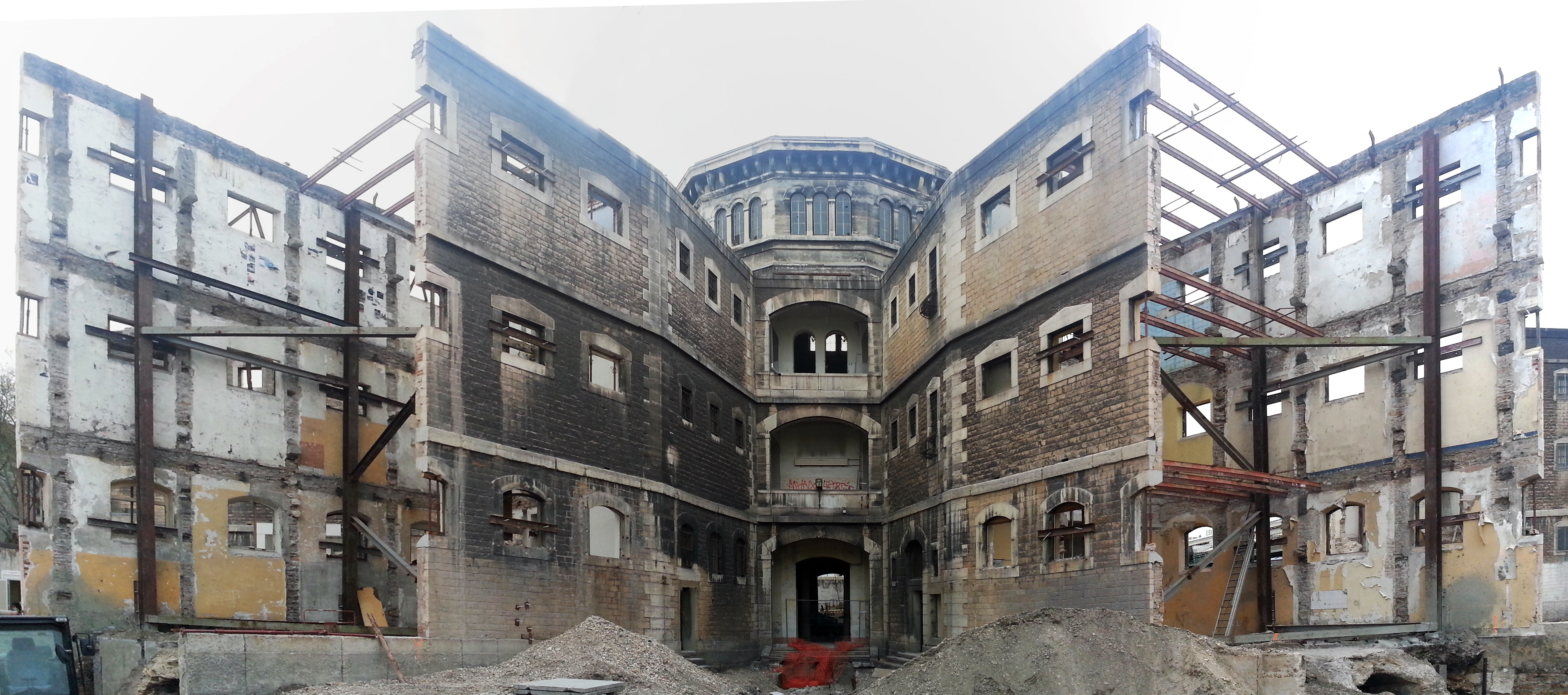
Le bâtiment en cours de reconversion, en 2013.

En novembre de la même année, le projet intitulé "La vie grande ouverte" porté par la Sofade, l'université catholique de Lyon (UCLy), le promoteur OGIC et Habitat et Humanisme est retenu. Il prévoit notamment la création de bureaux, de logements sociaux et de logements intergénérationnels, ainsi que l'implantation d'un campus universitaire de l'UCLy prévu pour accueillir 5 000 à 7 000 étudiants,. L'inauguration a lieu en septembre 2015.

## Les prisons dans la culture populaire
- La prison est évoquée deux fois dans l'œuvre de Bertrand Tavernier : 
  - Dans L'Horloger de Saint-Paul (sorti en 1974), le fils du personnage incarné par Philippe Noiret est enfermé dans cette prison, laquelle est filmée sur quelques plans à la fin du film.
  - Dans Une semaine de vacances (sorti en 1980), le même personnage fait une apparition en clin d'œil et évoque l'étonnante situation d'une prison près d'une gare, et le fait que les détenus entendent les trains partir.
- En 1975, dans son autobiographie Le Ballet des crabes, Maud de Belleroche évoque son incarcération à la prison Saint-Paul.
- En 1978, au début du film La Carapate de Gérard Oury dont l'action se passe en Mai 68, une mutinerie éclate dans la prison Saint-Paul, où est incarcéré Martial Gaulard (Victor Lanoux), alors que son avocat Me Jean-Philippe Duroc (Pierre Richard) lui rend visite.
- En 2011, dans le film Les Lyonnais d'Olivier Marchal, Tchéky Karyo est incarcéré dans une cellule de la prison Saint-Paul (désaffectée en 2009, avec la Prison Saint-Joseph).
- Une chanson écrite par le groupe lyonnais Mon Dragon, intitulée Les Cafards, dénonce la surpopulation de cette prison.

## Galerie de photos

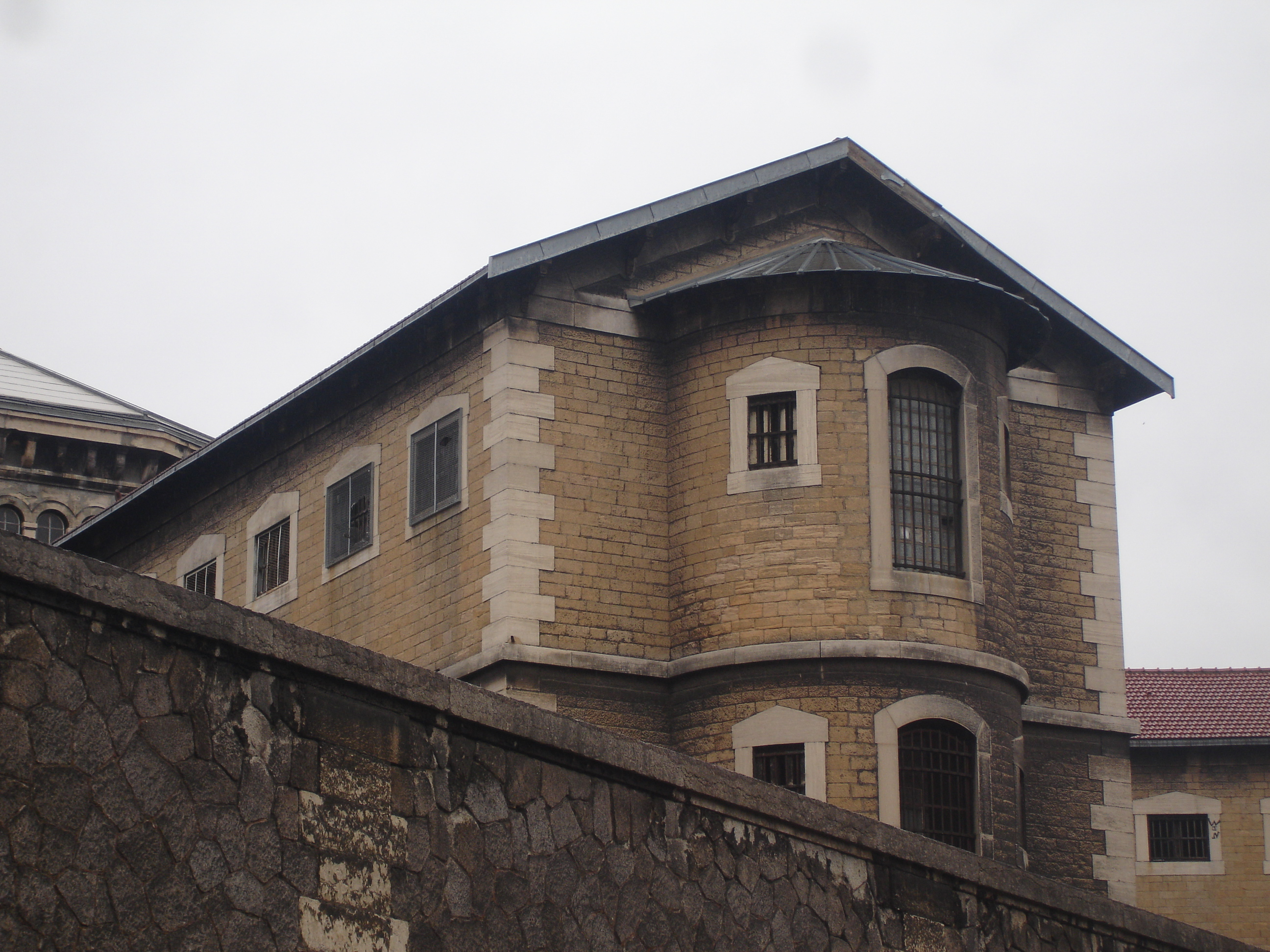
Vue rue Delandine
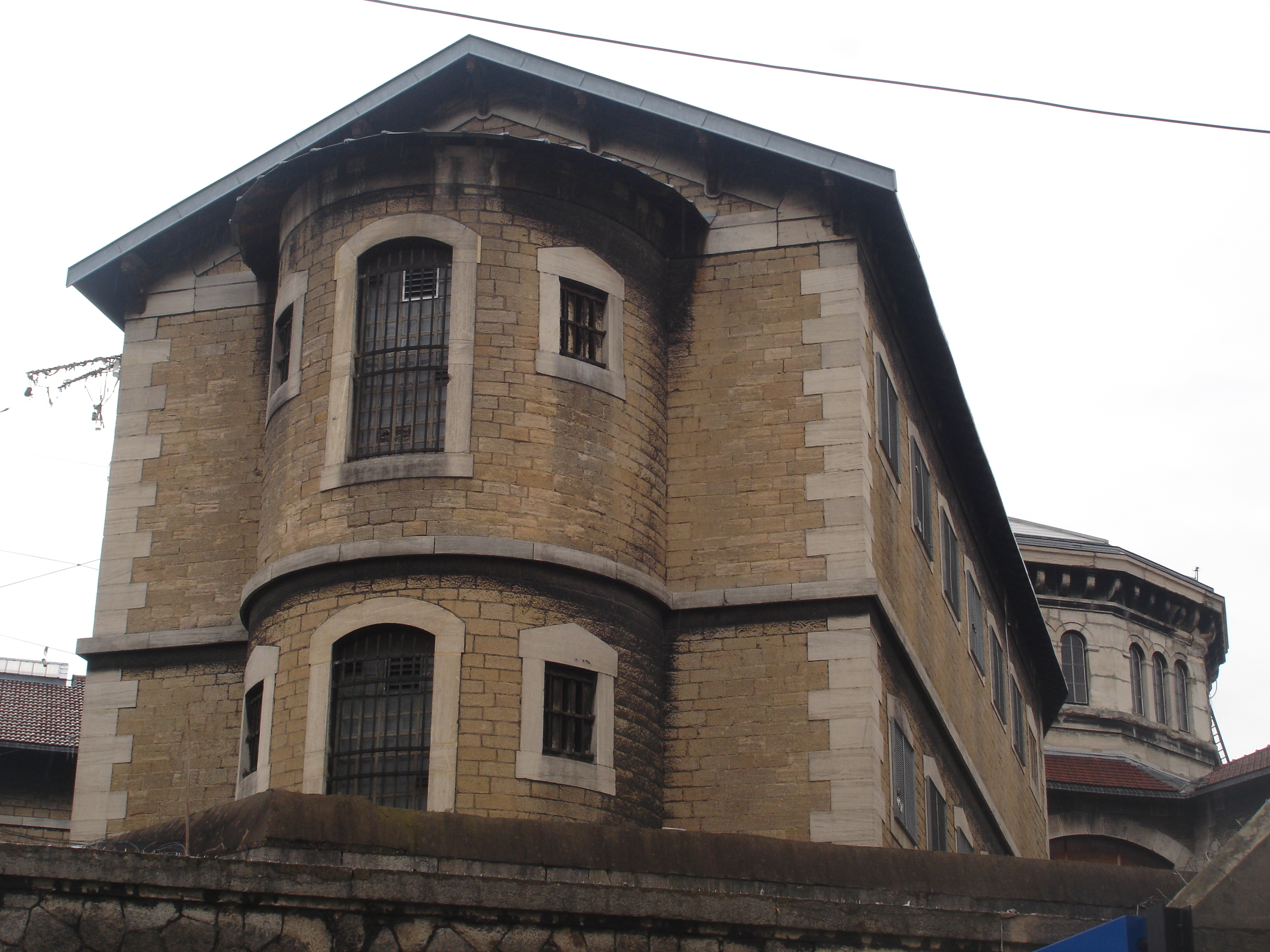
Vue cours Suchet
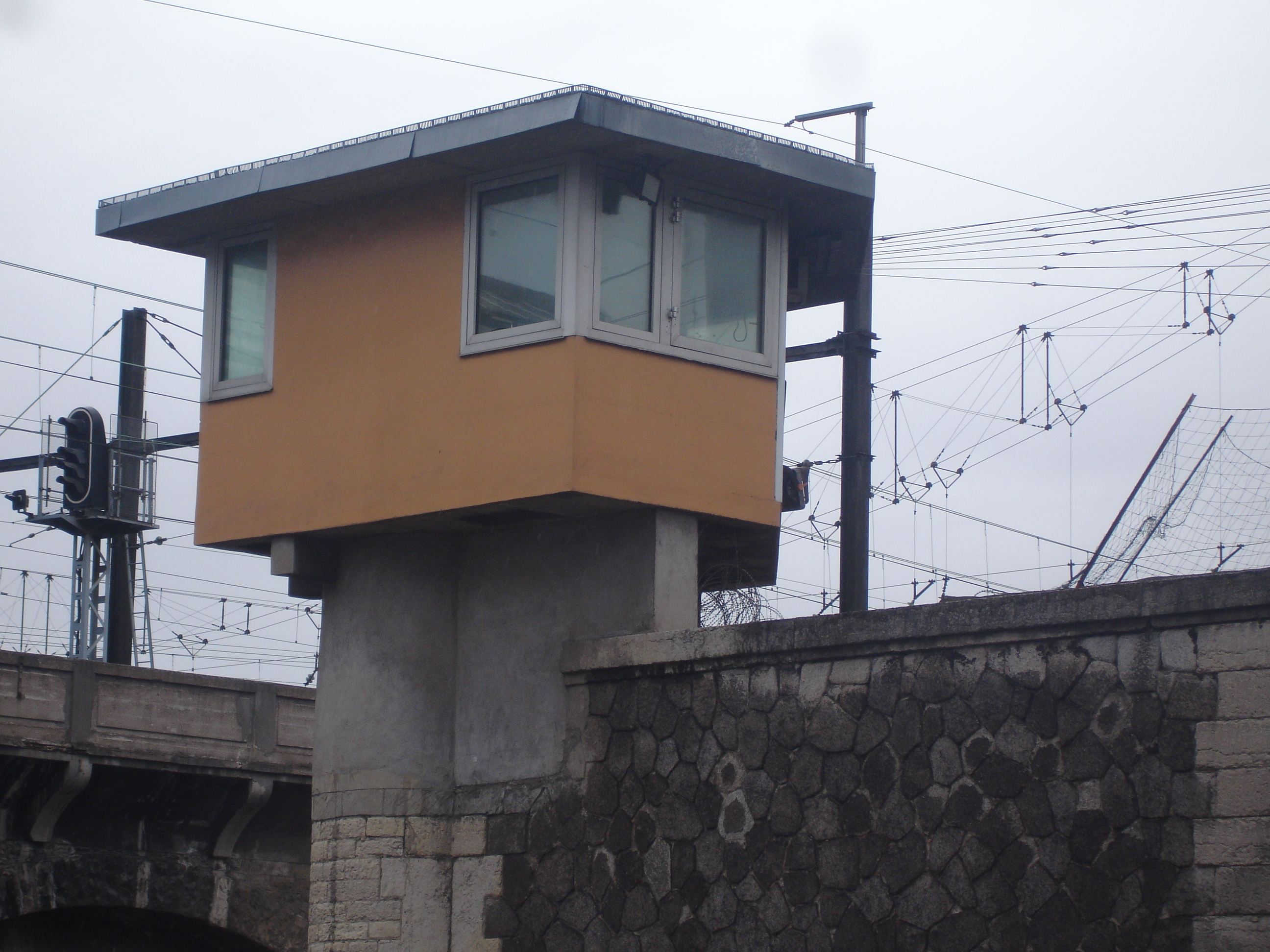
Mirador
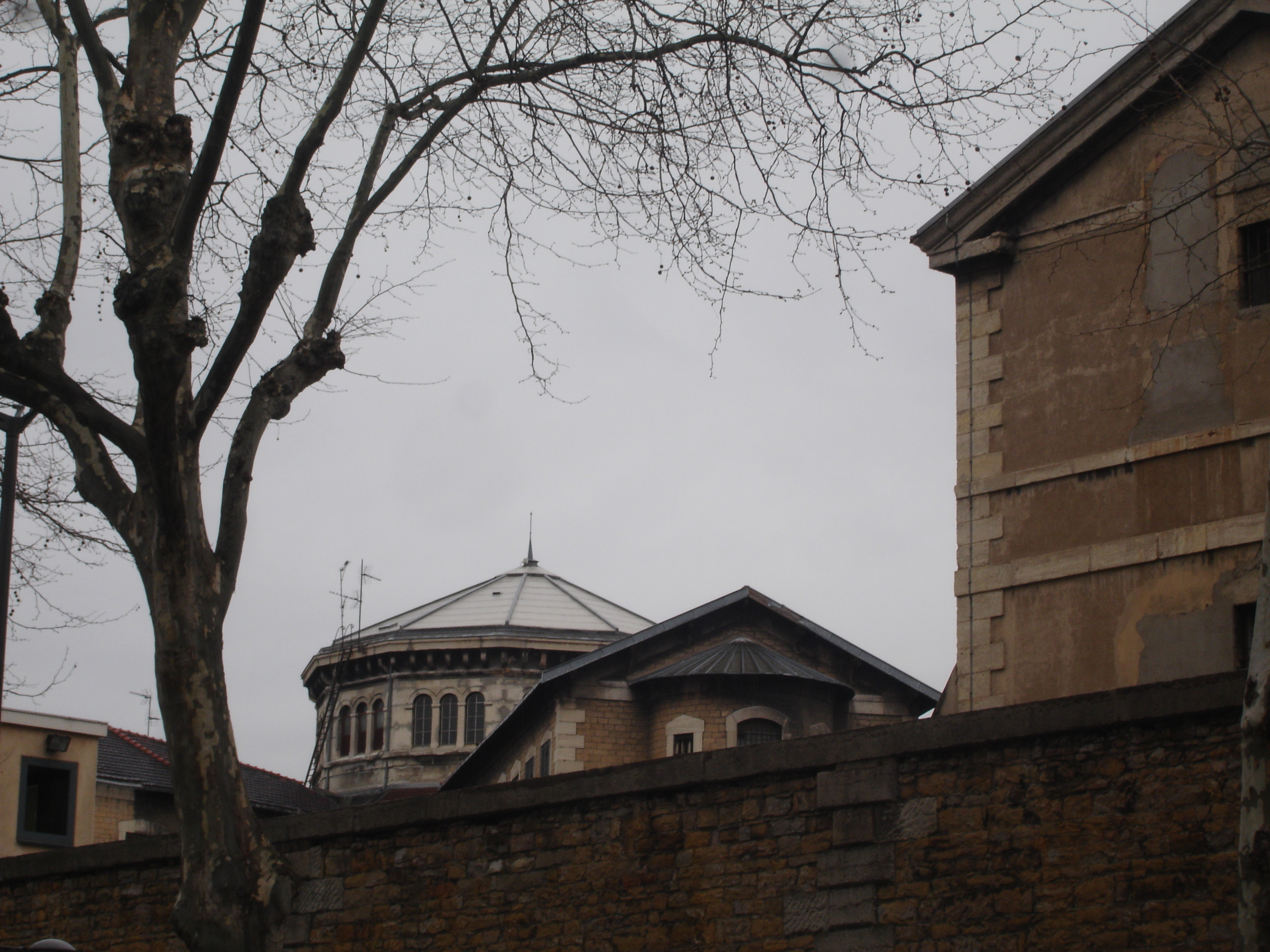
Mur d'enceinte et toitures
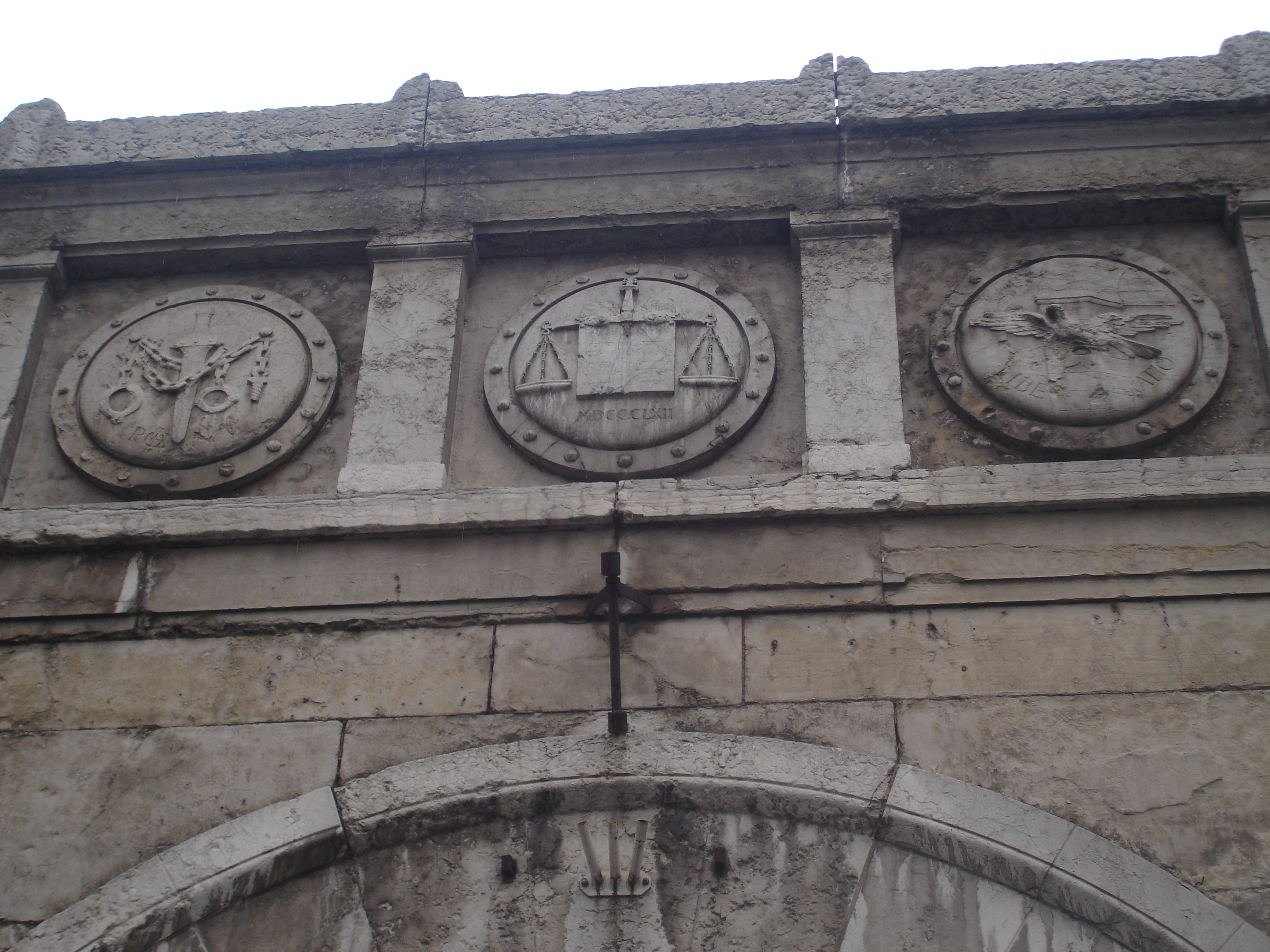
Fronton de l'entrée